# العلاقات الرواندية المولدوفية
العلاقات الرواندية المولدوفية هي العلاقات الثنائية التي تجمع بين رواندا ومولدوفا.

## مقارنة بين البلدين
هذه مقارنة عامة ومرجعية للدولتين:
| وجه المقارنة                                              | رواندا                                        | مولدوفا                           |
| --------------------------------------------------------- | --------------------------------------------- | --------------------------------- |
| المساحة (كم2)                                             | 26.34 ألف                                     | 33.85 ألف                         |
| عدد السكان (نسمة)                                         | 12.21 مليون                                   | 2.55 مليون                        |
| الكثافة السكانية (ن./كم²)                                 | 463.55                                        | 75.33                             |
| العاصمة                                                   | كيغالي                                        | كيشيناو                           |
| اللغة الرسمية                                             | اللغة الكينيارواندا، لغة إنجليزية، لغة فرنسية | اللغة المولدوفية، اللغة الرومانية |
| العملة                                                    | فرنك رواندي                                   | ليو مولدوفي                       |
| الناتج المحلي الإجمالي (بليون دولار)                      | 9.14 مليار                                    | 8.13 مليار                        |
| الناتج المحلي الإجمالي (تعادل القوة الشرائية) بليون دولار | 20.46 مليار                                   | 17.94 مليار                       |
| الناتج المحلي الإجمالي الاسمي للفرد دولار أمريكي          | 697                                           | 3.65 ألف                          |
| الناتج المحلي الإجمالي للفرد دولار أمريكي                 | 1.66 ألف                                      | 4.98 ألف                          |
| مؤشر التنمية البشرية                                      | 0.483                                         | 0.693                             |
| رمز المكالمات الدولي                                      | +250                                          | +373                              |
| رمز الإنترنت                                              | .rw                                           | .md                               |
| المنطقة الزمنية                                           | ت ع م+02:00                                   | ت ع م+02:00، ت ع م+03:00          |

## منظمات دولية مشتركة
يشترك البلدان في عضوية مجموعة من المنظمات الدولية، منها:
| علم المنظمة | اسم المنظمة                               | تاريخ انضمام رواندا | تاريخ انضمام مولدوفا |
| ----------- | ----------------------------------------- | ------------------- | -------------------- |
|             | مؤسسة التنمية الدولية                     | 30 سبتمبر 1963      | 14 يونيو 1994        |
|             | يونسكو                                    | 7 نوفمبر 1962       | 27 مايو 1992         |
|             | وكالة ضمان الاستثمار متعدد الأطراف        | 27 سبتمبر 2002      | 9 يونيو 1993         |
|             | الأمم المتحدة                             | 18 سبتمبر 1962      | 2 مارس 1992          |
|             | الاتحاد البريدي العالمي                   | ?                   | ?                    |
|             | البنك الدولي للإنشاء والتعمير             | 30 سبتمبر 1963      | 12 أغسطس 1992        |
|             | الاتحاد الدولي للاتصالات                  | 12 ديسمبر 1962      | 20 أكتوبر 1992       |
|             | منظمة حظر الأسلحة الكيميائية              | ?                   | ?                    |
|             | مؤسسة التمويل الدولية                     | 6 نوفمبر 1975       | 10 مارس 1995         |
|             | المركز الدولي لتسوية المنازعات الاستشارية | 14 نوفمبر 1979      | 4 يونيو 2011         |
|             | منظمة التجارة العالمية                    | ?                   | ?                    |
|             | منظمة الشرطة الجنائية الدولية             | ?                   | ?                    |

## وصلات خارجية
- موقع وزارة الخارجية الرواندية
- موقع وزارة الخارجية المولدوفية